# Ladislav Elgr
Ladislav Elgr (geboren am 19. August 1980) ist ein tschechischer Opernsänger (Tenor).

## Leben
Ladislav Elgr studierte an der Akademie der musischen Künste in Prag und sang bereits währenddessen an verschiedenen Stadttheatern der Tschechischen Republik.

### Oper
Beim Smetana-Festival Litomyšl gab Elgr sein erfolgreiches Debüt als Jenik in der Verkauften Braut. Nach einer Saison im Opernstudio des Staatstheaters Nürnberg (2005/2006) war er bis 2008 Mitglied des Internationalen Opernstudios der Staatsoper Hamburg. Danach wechselte Ladislav Elgr für zwei Spielzeiten ins Ensemble der Volksoper Wien, wo er den Tamino, den Alfred, den Lysander, sowie weitere Rollen in Vetter aus Dingsda, Fra Diavolo und Tiefland sang.
Gastengagements führten den Künstler 2004 zum Wexford Festival, 2006 ans Teatro La Fenice, 2007 zum Macerata Festival, 2008 zum Janáček-Festival nach Brünn. Weiters gastierte Elgr als Froh bei den Wagner-Tagen in Budapest unter Ádám Fischer, 2009 beim Osterklang in Wien und 2010 als Edwin in der Csárdásfürstin-Inszenierung von Peter Konwitschny an der Oper Graz. Im Herbst 2011 wirkte er als Bes in der Uraufführung von Lera Auerbachs Gogol im Theater an der Wien mit, wo er im Folgejahr in den Neuproduktionen von Francesca da Rimini und Jolanthe sang.
2012 gab er sein Rollendebüt als Prinz in Dvořáks Rusalka in Glyndebourne (on Tour), dieselbe Partie sang er 2013 auch am Grand Théâtre de Genève, sowie 2014 im Amsterdamer Concertgebouw. 2013 gab er sein Rollendebüt als Albert Gregor in Robert Carsens Inszenierung von Die Sache Makropulos am La Fenice, sowie als Janek in der Opéra Bastille in Paris, an der Deutschen Oper Berlin als Steva in Christof Loys Inszenierung von Jenůfa, sowie in der Oper Antwerpen als Sergei in Calixto Bieitos Neuproduktion von Lady Macbeth von Mzensk. Im Theater an der Wien übernahm er im Dezember 2013 die Rolle des Nathaniel in Claus Guths szenischer Realisierung von Schuberts Lazarus. 2014 gab er sein Debüt als Don José in Carmen im Theater St. Gallen und kehrte für die Wiederaufnahmen von Daphne und Schwanda, der Dudelsackpfeifer an die Semperoper Dresden zurück, wo er 2010 und 2012 bereits die jeweiligen Premierenserien gesungen hatte. Im Dezember sang Ladislav Elgr erstmals unter der Leitung von Simon Rattle an der Staatsoper Berlin den Skuratov in Aus einem Totenhaus von Leoš Janáček in der Inszenierung von Patrice Chéreau. Im April/Mai 2015 gastierte er an der Oper Köln mit seinem Rollendebüt als Matteo in Arabella von Richard Strauss.
Im Februar 2017 übernahm Elgr an der Deutschen Oper Berlin als Partner von Michael Nagy die Tenor-Hauptrolle in einer Oper über Edward II. (Libretto nach Marlowe von Thomas Jonigk) (Musikalische Leitung: Thomas Søndergård, Inszenierung: Christof Loy). Im Herbst 2017 kehrte er als Skuratov in Aus einem Totenhaus von Leoš Janáček (Inszenierung: Patrice Chéreau, Dirigent: Esa-Pekka Salonen) an die Pariser Oper zurück.

### Konzert
Im Konzertsaal sang Elgr unter anderem Dvořáks Stabat Mater, Mendelssohn Bartholdys Die erste Walpurgisnacht unter Thomas Hengelbrock und den Elias mit dem NDR Sinfonieorchester in Hamburg, Lübeck und Bremen, Janáčeks Šárka mit dem RSB unter Marek Janowski, Bruckners Te Deum, Haydns Schöpfung, Händels Messias und Beethovens Neunte. Im März 2010 gab Ladislav Elgr sein Debüt mit den Wiener Philharmonikern unter der Leitung von Pierre Boulez im Wiener Musikverein mit Janáčeks Glagolitischer Messe. Im November 2010 trat er in Verdis Requiem erstmals im Herkulessaal in München auf. 2017 sang Elgr unter der Leitung von Gustavo Dudamel Janáčeks Glagolitische Messe mit dem Los Angeles Philharmonic in der Walt Disney Concert Hall in Los Angeles.

## Einspielungen
- Richard Wagner: Das Rheingold unter Simone Young
- Leoš Janáček: Výlety páně Broučkovy (Die Ausflüge des Herrn Brouček) unter Sir Charles Mackerras
- Saverio Mercadante: La vestale unter Paolo Arrivabeni
- Jaromír Weinberger: Švanda Dudák unter Constantin Trinks
- Leoš Janáček: Jenůfa unter Donald Runnicles in der Regie von Christof Loy aus der Deutschen Oper Berlin als DVD von Unitel Classica